# Mala fides superveniens non nocet
La locuzione latina mala fides superveniens non nocet (letteralmente la mala fede sopravvenuta non nuoce) sintetizza il principio di diritto secondo cui, in alcuni ambiti, la buona fede di un soggetto rileva esclusivamente al momento in cui il soggetto compie un atto, a nulla rilevando invece una mala fede successiva.
Un esempio di applicazione del principio mala fides superveniens non nocet è contenuto nell'art. 1147 del Codice civile italiano. Tale norma ai fini del possesso in buona fede richiede che questa vi sia stata al tempo dell'acquisto; non occorre, cioè, che la buona fede perduri per tutta la durata del possesso. È sufficiente la buona fede originaria, anche se il possessore abbia successivamente acquistato coscienza dell'esistenza di un diritto altrui sulla sua cosa.